# (1993) Guacolda
(1993) Guacolda (aussi nommé 1968 OH1) est un astéroïde de la ceinture principale, découvert le 25 juillet 1968 par Herbert Wroblewski sur des clichés réalisés par Gouri Pliouguine et Iouri Beliaïev à la station astronomique de Cerro El Roble, au Chili.

## Nom
(1993) Guacolda porte le nom de l'épouse du chef mapuche Lautaro, bien que son existence puisse être encore discutée et incertaine, elle fait désormais partie des éléments constitutifs de l’identité nationale chilienne et mapuche. 

La citation de nommage est la suivante : 

« Nommé en l'honneur de la belle et héroïque épouse du chef araucanien Lautaro, ancienne domestique dans une maison espagnole. Elle a accompagné son mari au combat, combattant côte à côte avec lui. »

— Minor Planet Circular 5358